# David Wayne
David Wayne (30 de enero de 1914 - 9 de febrero de 1995) fue un actor estadounidense cuya carrera interpretativa abarcó un período de más de cincuenta años.

## Biografía
Su verdadero nombre era Wayne James McMeekan, nació en Traverse City (Míchigan), y se crio en Bloomingdale, localidad del mismo estado. El primer papel importante de Wayne en Broadway fue el de Og en Finian's Rainbow, actuación por la cual ganó el Theatre World Award y el Premio Tony al mejor actor en un musical. A la vez que actuaban en esta obra, él y su compañero de reparto, Albert Sharpe, interpretaban a personajes irlandeses en el film Portrait of Jennie.
Wayne ganó un segundo Tony, como mejor actor en una obra de teatro, por su actuación en La casa de té de la luna de agosto, y fue nominado a otro como mejor actor en un musical por su papel en The Happy Time. Otras obras teatrales en las que participó fueron Mister Roberts, Say, Darling, After the Fall, y Incident at Vichy.
Para el cine Wayne trabajó principalmente como actor de carácter, con papeles como el del simpático sinvergüenza de La costilla de Adán (1949), película interpretada por Spencer Tracy y Katharine Hepburn. En la película M (1951) interpretaba a un asesino, papel llevado a cabo en la versión original por Peter Lorre, y una de las pocas oportunidades en las que fue el actor principal. También destaca su participación en The Tender Trap (El solterón y el amor) (1955), con Frank Sinatra, Debbie Reynolds, y Celeste Holm. 
Además, Wayne fue el actor que coincidió en un mayor número de rodajes con Marilyn Monroe. En concreto, actuó en los siguientes filmes de la actriz: As Young as You Feel (1951), We're Not Married (No estamos casados) (1952), O. Henry's Full House (Cuatro páginas de la vida) (1952) (aunque no compartían escena) y How to Marry a Millionaire (Cómo casarse con un millonario) (1953). 
En 1961 Wayne fue Darius Woodley en dos episodios de la serie de la NBC The Outlaws, con Barton MacLane. Wayne también destacó en su interpretación del Dr. Charles Dutton en la película de 1971 basada en una novela de Michael Crichton La amenaza de Andrómeda.  En televisión fue el malvado  El Sombrerero Loco en la serie de los años sesenta Batman. También en este medio, intervino en 1964 en el episodio final, titulado "Pay Now, Die Later," de la serie de la CBS Mr. Broadway, protagonizada por Craig Stevens. 
Otras de las producciones para las cuales trabajó Wayne en televisión fueron: The Brian Keith Show, sitcom de la NBC en la que actuó como el Tío Timothy Jamison; Ellery Queen, serie protagonizada por Jim Hutton en la que interpretaba al padre de Queen; Dallas (CBS), serie en la que encarnó entre 1978 y 1979 a Digger Barnes; House Calls, show con Lynn Redgrave y, más adelante, Sharon Gless, en el que tomó el papel de Dr. Weatherby; The Golden Girls, show para el cual actuó como "Big Daddy" tras fallecer en 1986 Murray Hamilton, el primer actor en interpretar al personaje. 
Además de su trabajo televisivo y cinematográfico, en los años sesenta Wayne fue presentador del programa radiofónico de la NBC Monitor. 
David Wayne falleció en Santa Mónica (California) en 1995, a causa de un cáncer de pulmón. Tenía 81 años de edad. Sus restos fueron incinerados, y las cenizas entregadas a sus allegados.